# Joe Morton
Joseph Morton, Jr. (Nueva York, 18 de octubre de 1947) es un actor de cine, televisión y teatro estadounidense. 
Morton hizo su debut en Broadway con Hair y fue nominado a un premio Tony por Raisin. Ha aparecido en más de setenta películas, incluyendo Terminator 2: el juicio final (como el Dr. Miles Dyson), y ha hecho apariciones en series de televisión, incluyendo la aparición como el Dr. Hamilton en las dos primeras temporadas de Smallville. En 1984 ganó el premio al mejor actor en el Festival de Cine de Sitges, concedido por Caixa Catalunya, gracias a la película The Brother from Another Planet. En 2009 comenzó a trabajar en la serie The Good Wife como Daniel Golden, uno de los defensores legales de Peter Florrick, un exprocurador general del condado encarnado por Chris Noth y que está en prisión procesado por corrupción.

## Filmografía
- Grady (1975–1976) (TV)
- Curse of the Pink Panther (1983)
- The Brother from Another Planet (1984)
- Trouble in Mind (1985)
- Crossroads (1986)
- The Good Mother (1988)
- Tap (1989)
- Challenger (1990) (TV) - Dr. Ronald McNair
- Equal Justice (1990–1991) (TV)
- Terminator 2: el juicio final - Miles Dyson (1991)
- City of Hope (1991)
- A Different World (1992) (TV) - Byron Douglas III
- Eternamente joven (1992)
- Of Mice and Men (1992)
- Nacht des Terrors - Mord in New York City - Cedric Sandiford (1992)
- TriBeCa (1993) (TV)
- Speed (1994)
- The Inkwell (1994)
- Under One Roof (1995) (TV)
- The Walking Dead (1995)
- Executive Decision (1996)
- Touched by an Angel (1996)
- Lone Star (1996)
- The Pest (1997)
- Speed 2: Cruise Control (1997)
- Blues Brothers 2000 (1998)
- Apt Pupil (1998)
- Mutiny (1999)
- The Astronaut's Wife (1999)
- Bounce (2000)
- The X-Files (2000) (TV)
- Ali (2001)
- Smallville (temporadas 1 y 2) (2002-2003) (TV)
- Paycheck (2003)
- JAG (2005) (TV)
- House M. D. (2005) (TV)
- Stealth: la amenaza invisible (2005)
- E-Ring (2005) (TV)
- Eureka (2006) (TV)
- American Gangster (2007)
- La línea (2008)
- The Good Wife (2009) (TV)
- Scandal (2012—2018) (TV) Eli Pope/Rowan
- Batman v Superman: Dawn of Justice (2016) - Silas Stone (cameo)
- Justice League (2017) - Silas Stone
- Godzilla: King of the Monsters (2019) - Dr. Houston Brooks
- Zack Snyder's Justice League (2021) - Silas Stone